# جيورجي شارابيدز
جيورجي شارابيدز مواليد 27 أبريل 1990 في جورجيا، هو لاعب كرة سلة جورجي. يلعب في الدوري المقدوني لكرة السلة كلاعب وسط. يحمل الرقم 1. يبلغ طوله 6 قدم 8 بوصة (2.0 م). لعب مع فالنسيا باسكت ومع نادي دينامو تبليسي لكرة السلة في دوري السوبر الجورجي لكرة السلة.

## روابط خارجية
- جيورجي شارابيدز على موقع كرة السلة الأوروبية.كوم (الإنجليزية)
- جيورجي شارابيدز على موقع ريلجم (الإنجليزية)
- جيورجي شارابيدز على موقع بروبوليرز (الإنجليزية)